# Grażyna Gęsicka
Grażyna Gęsicka (Varsavia, 13 dicembre 1951 – Smolensk, 10 aprile 2010) è stata una sociologa e politica polacca, dal 2005 al 2007 Ministra dello Sviluppo Regionale della Repubblica di Polonia nei governi Marcinkiewicz e Kaczyński. Dal 2009 fino alla sua morte è stata leader del caucus parlamentare del partito Diritto e Giustizia.

## Biografia
Nacque a Varsavia, figlia di Jan e Adela. Nel 1974 si laureò presso l'Istituto di Sociologia dell'Università di Varsavia. Nel 1985 conseguì il dottorato in discipline umanistiche nel campo della sociologia. Scrisse la tesi di dottorato, dal titolo "I sindacati nei sistemi sociali dei paesi capitalisti altamente sviluppati sull'esempio di Francia e Gran Bretagna", sotto la supervisione di Włodzimierz Wesołowski.
Lavorò come professoressa assistente presso l'Istituto di Sociologia dell'Università di Varsavia (1985–1993). Membro della Società sociologica polacca e dell'Association internationale des sociologues de langue française (AISLF), fu autrice e coautrice di libri e di circa 30 articoli su riviste scientifiche polacche e straniere. Pubblicò, tra gli altri, Fondi di investimento regionali (1997) e Partenariato per lo sviluppo locale (1996).

### Attività politica
Nel 1980 entrò a far parte del sindacato indipendente e autonomo "Solidarność" e fu cofondatrice delle strutture del sindacato presso l'Istituto di sociologia dell'Università di Varsavia. Nel 1981 insegnò all'Università dei Lavoratori della Solidarietà. Dopo l'introduzione della legge marziale, fu coinvolta nell'organizzazione e nelle conferenze presso l'Università segreta dei lavoratori della regione di Masovia NSZZ "S". Dal 1983 fu sotto sorveglianza da parte degli agenti del servizio di sicurezza. Collaborò con la rivista "KOS".

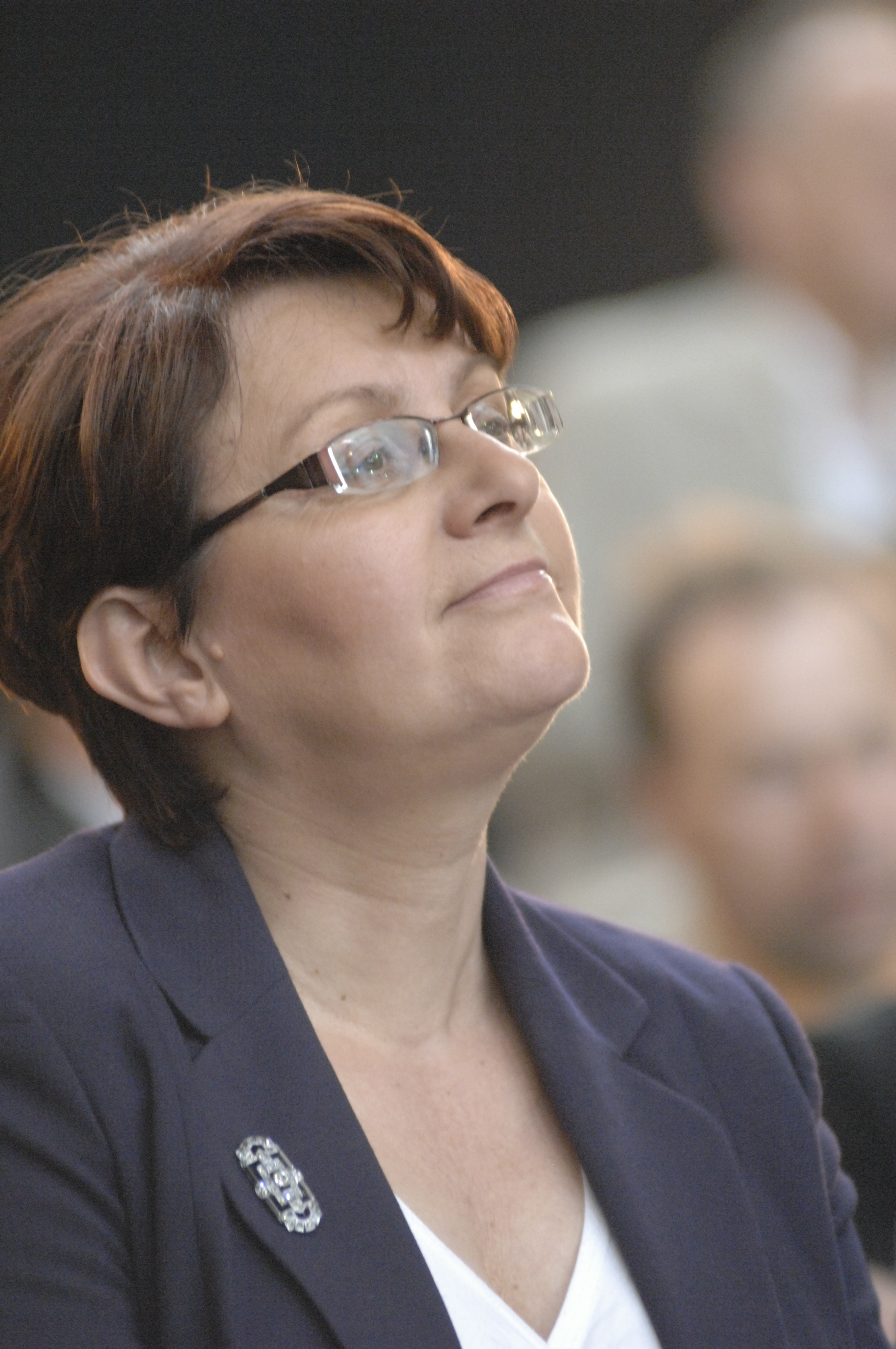
Grażyna Gęsicka nel 2009

Negli anni 1989–1991 fu coordinatrice scientifica del Centro di ricerca sindacale della NSZZ "Solidarność" nella regione di Mazovia. Negli anni 1990-1997 fornì consulenze nel campo delle questioni di sviluppo locale e regionale, tra gli altri, per la Commissione Europea, la Banca Mondiale, il governo, Sejm della Repubblica di Polonia. Dal settembre al dicembre 1991 fu consigliere del Ministro del Lavoro e delle Politiche Sociali.
Nel 1993-1994 ha partecipato al gruppo di esperti sull'Europa Centrale e Orientale del programma LEDA (Local Employment Development Action) della Commissione Europea. Nel 1995 è consigliera permanente della Commissione parlamentare straordinaria sui principi della politica regionale dello Stato. Negli anni 1995-1996 ha ricoperto l'incarico di vicedirettrice del programma Phare “Iniziative locali per lo sviluppo socio-economico”. Ha lavorato come vicedirettrice generale presso la Fondazione polacca per la promozione e lo sviluppo delle piccole e medie imprese (1996–1998).
Dal 1998 al 2001 fu Sottosegretaria di Stato al Ministero del Lavoro e delle Politiche Sociali. Fu responsabile dei programmi di sostegno all'occupazione finanziati da fonti estere (Phare, Banca mondiale), delle questioni relative alla salute e alla sicurezza sul lavoro e dell'attuazione del Fondo sociale europeo in Polonia. Nell'agosto 2001 diventò vicepresidente dell'Agenzia polacca per lo sviluppo delle imprese.
Nella campagna elettorale del 2005, fu consulente della Piattaforma Civica e rappresentò il PO nei negoziati di coalizione con Diritto e Giustizia come parte del team che si occupava dell'utilizzo dei fondi dell'Unione Europea.

### Ministro dello Sviluppo Regionale
Il 31 ottobre 2005 diventò Ministra dello Sviluppo regionale nel governo di Kazimierz Marcinkiewicz. Il 14 luglio 2006 assunse questo incarico anche nel governo di Jarosław Kaczyński. Il 7 settembre 2007 venne destituita dalla carica di Ministra dello Sviluppo Regionale e contemporaneamente nominata Segretaria di Stato presso il Ministero dello Sviluppo Regionale. L'11 settembre dello stesso anno fu nuovamente nominata ministra.

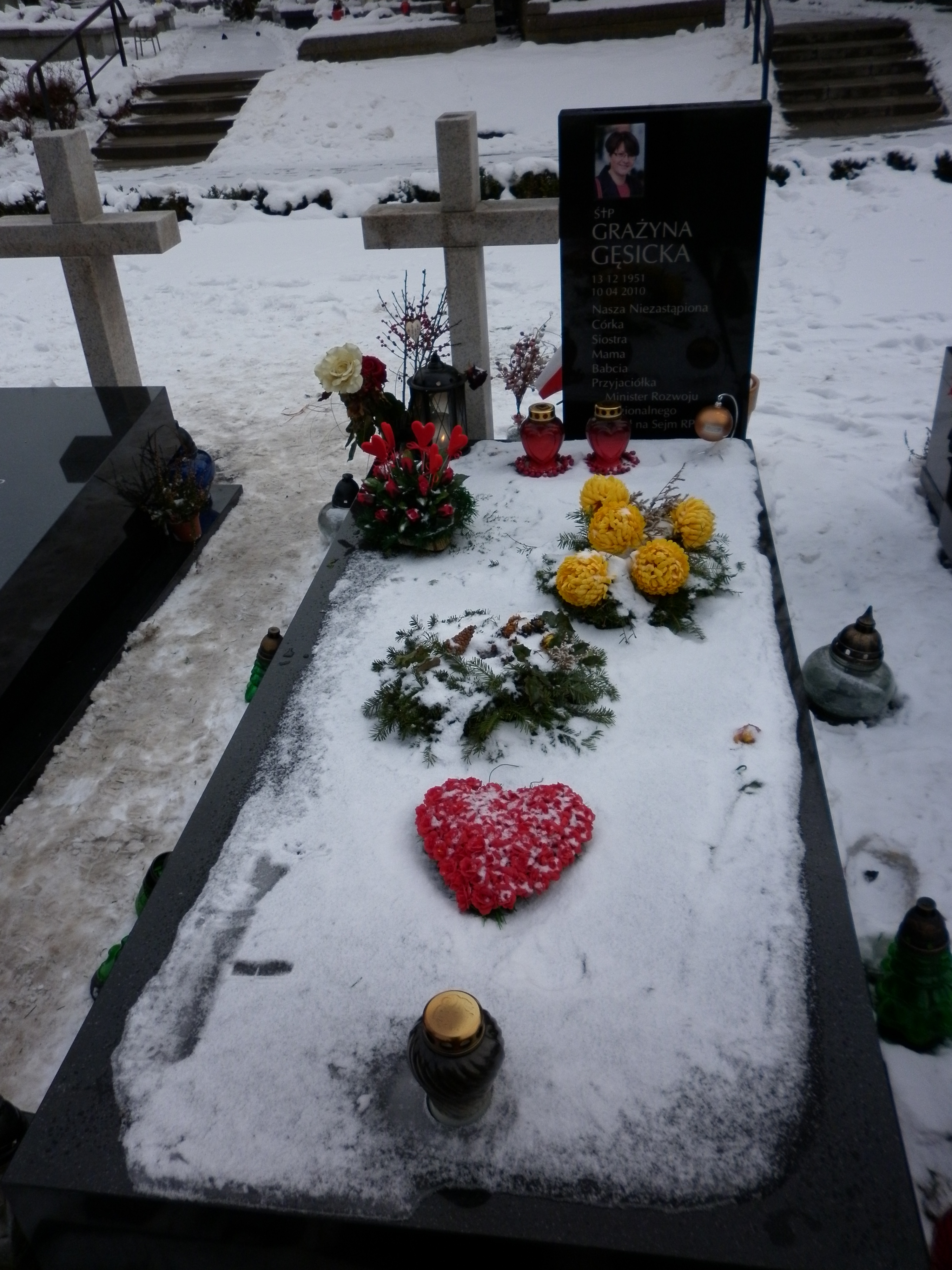
La tomba di Grażyna Gęsicka nel cimitero militare di Powązki (2011)

Nelle elezioni parlamentari del 2007 ottenne un seggio parlamentare come candidata del partito Legge e Giustizia nel distretto di Rzeszów con 28.982 voti. Il 6 gennaio 2010 assunse la carica di presidente del Circolo parlamentare PiS.

### Schianto dell'aereo
Morì il 10 aprile 2010 nello schianto dell'aereo polacco Tu-154M che portava il presidente della Polonia, Lech Kaczyński, e cadde nei pressi di Smolensk, in Russia, mentre si recava alla celebrazione del 70º anniversario del massacro di Katyn.  Rimasero tutti uccisi. Grażyna Gęsicka fu dapprima sepolta a Smolensk e nel 2011 nel cimitero militare Powązki a Varsavia.

## Vita privata
Suo marito era il sociologo Janusz Gęsicki, dal quale ebbe una figlia, Klara. Vivevano a Varsavia.

## Premi e riconoscimenti
- Nel 2007 ricevette il Premio Władysław Grabski dalla Confederazione Lewiatan.[9]
- Il 16 aprile 2010 le fu conferita postuma la Croce di Commendatore dell'Ordine di Polonia Restituta.[10] Nello stesso anno le fu conferita postuma il distintivo d'onore "Al merito del Voivodato di Podkarpackie".[11]
- Una piazza all'incrocio delle vie Jana III Sobieskiego e Stefana Okrzei a Rzeszów (2010)[12] e una strada nel quartiere Mokotów di Varsavia (2017, precedentemente intitolata a Helena Kozłowska)[13] hanno preso il nome da Grażyna Gęsicka.
- Nel 2016, sulla facciata dell'edificio del Ministero dello Sviluppo[14] e nella sala dell'ex cinema "Śląsk", situata nell'edificio del Ministero dello Sviluppo in ul. Wspólna 2/4, ha preso il nome di Grażyna Gęsicka.[15]
- È stato istituito un fondo per borse di studio Grażyna Gęsicka (creata dall'Accademia per lo sviluppo della filantropia in Polonia)[16]
- Nel 2022 A lei è stata intitolata anche una nave da trasporto GNL appartenente all'armatore norvegese Knutsen OAS Shipping, noleggiata da PKN Orlen.[17]